# Synagogenbezirk Seelow
Der Synagogenbezirk Seelow mit Sitz in Seelow, die Kreisstadt des Landkreises Märkisch-Oderland in Brandenburg, war ein Synagogenbezirk, der nach dem Preußischen Judengesetz von 1847 geschaffen wurde. 1878 lebten 18 jüdische Familien in Seelow.
Im Jahr 1897 wurde der Synagogenbezirk Seelow mit dem Synagogenbezirk Groß Neuendorf zusammengelegt. Der neue Synagogenbezirk reichte nun von Gorgast bis Marxdorf und von Gieshof bis Niederjesar.